# John Picton
John Picton (1938) è un archeologo, storico dell'arte e africanista britannico.
È professore della SOAS Università di Londra ed è uno dei più autorevoli studiosi dell'arte africana che hanno affrontato e discusso i problemi disciplinari e metodologici della produzione dell'Africa e della sua diaspora. Ha realizzato ricerche sul campo in particolare in Nigeria e Benin e pubblicato numerosi saggi e articoli sull'arte tessile.

## Biografia
John Picton lavora dal 1961 al 1970 al dipartimento di antichità del governo federale della Nigeria, dal 1970 al 1979 al dipartimento di etnografia del British Museum, dal 1979 al 2003 è professore di arte africana al dipartimento di arte e archeologia della SOAS School of Oriental & African Studies dell'Università di Londra. Nel 2003 si ritira come professore emerito.

## Attività
La sua attività di ricerca si concentra su sculture, maschere e tessili dell'Africa occidentale e sullo sviluppo delle arti visive in Africa Sub-Sahariana a partire dalla metà del XIX secolo. Più specificatamente le sue pubblicazioni affrontano problemi disciplinari e metodologici relativi alla storia e alla sociologia dell'arte africana e della diaspora. Ha realizzato ricerche sull'arte e l'archeologia nigeriana, scultura Yoruba e Benin, Ebira, Edo settentrionale e Niger-Benue. Collabora come consulente con la rivista "African Arts" e con diversi saggi per la pubblicazione Anthology of African Art in the XXth Century edita nel 2001 da "Revue Noire".

### Pubblicazioni
- On the Identification of Individual Carvers: A Study of Ancestor Shrine Carvings from Owo, Nigeria, con Frank Willett, Northwestern University, 1967.
- The potter's art in Africa, con William Buller Fagg, British Museum, 1970.
- The Art Historian as Ventriloquist: Or Do Images Really Talk?, African Studies Association, 1986.
- African textiles, con John Mack, Harper & Row, 1989.
- Concepts of the body/self in Africa, Afro-Pub, 1992.
- Memorial to William Fagg, University of California, 1994.
- The Art of African Textiles: Technology, Tradition and Lurex, con Rayda Becker, Barbican Art Gallery, 2000.
- Ibeji: The Cult of Yoruba Twins, con George Chemeche, John Pemberton, 5 Continents, 2003.
- The Poetics of Cloth: African Textiles, Recent Art, con Lynn Gumpert, Kofi Anyidoho, Grey Art Gallery, New York University, 2008.
- Denis Williams in Africa: A New Approach to its Arts and Technologies, con Charles Gore, in Denis Williams, a life in works: new and collected essays, a cura di Charlotte Williams ed Evelyn Williams, Rodopi, Amsterdam, New York, 2009, pp. 153–168.

### Monografie di artisti
- Magdalene Odundo, con Gert Staal, Museum Het Kruithuis, 1994.
- El Anatsui: a sculpted history of Africa, Saffron Books in conjunction with the October Gallery, 1998.
- Romuald Hazoumé: An Itinerant Artist, Moving worlds, 2007.

### Esposizioni
- Image and Form: Prints, Drawings and Sculpture from Southern Africa and Nigeria; 21st March - 25th July 1997, Brunei Gallery ; 10th August - 30th August 1997, Edinburgh College of Art, con Marion Arnold.
- Cross Currents: Contemporary Art Practice in South Africa : an Exhibition in Two Parts, con Roberto Loder, Leonard Alan Green e Jennifer Law, Atkinson Gallery, 2000.